# Iowa Park, Texas
Iowa Park là một thành phố thuộc quận Wichita, tiểu bang Texas, Hoa Kỳ. Năm 2010, dân số của xã này là 6355 người.

## Dân số
- Dân số năm 2000: 6431 người.
- Dân số năm 2010: 6355 người.